# Rue Saint-Laurent (Lévis)
Pour les articles homonymes, voir Rue Saint-Laurent.
La rue Saint-Laurent est une artère est-ouest longeant le littoral du fleuve Saint-Laurent à Lévis.

## Situation et accès

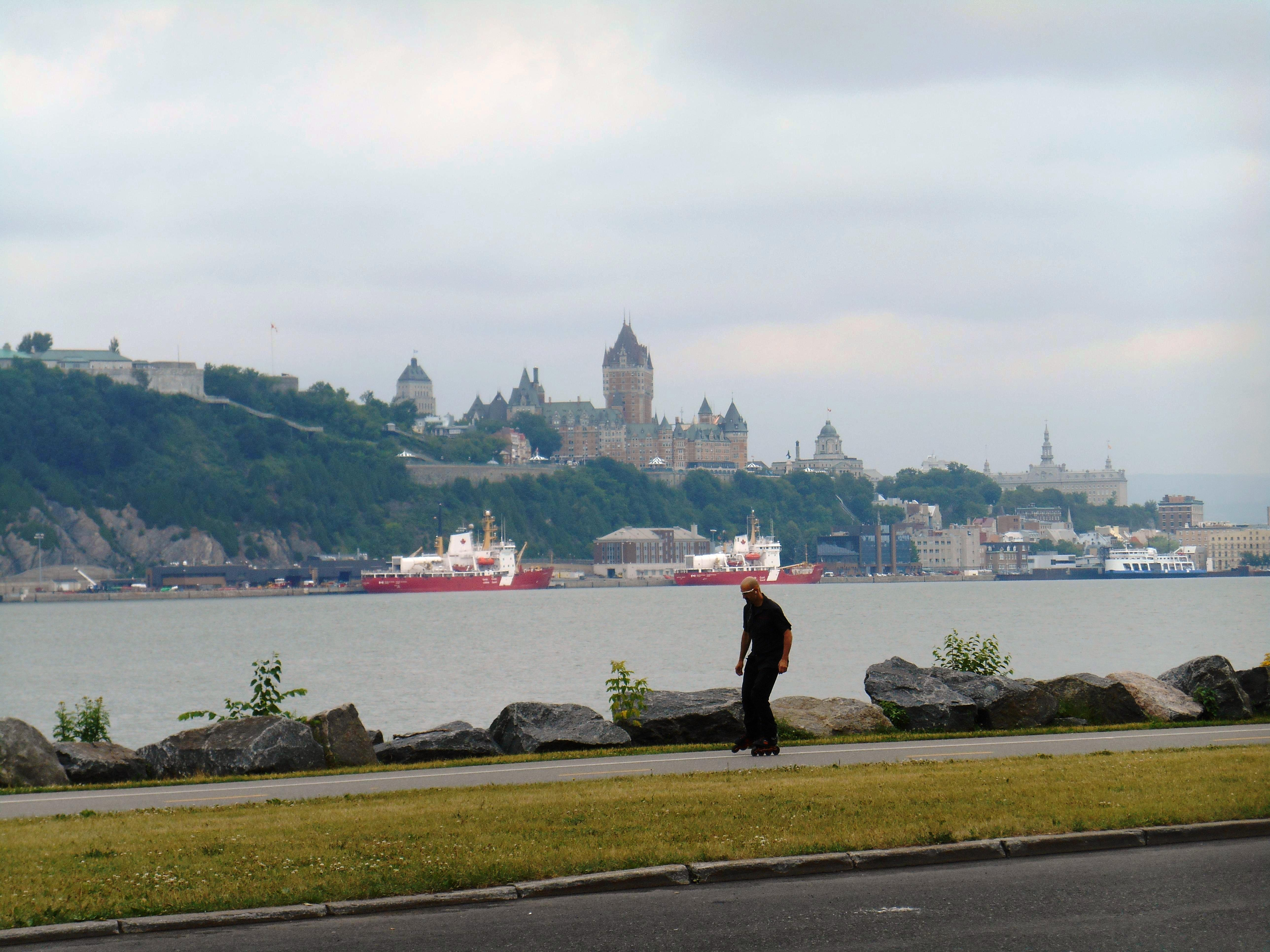
Québec vu depuis la rue Saint-Laurent.

La rue a une longueur d'environ 8,6 km. Elle longe le littoral sud du fleuve Saint-Laurent en traversant le centre de Lévis et le secteur de Saint-Romuald dans une orientation est-ouest.
À son extrémité est, elle débute en tant que prolongement de la rue Saint-Joseph à l'approche du fleuve, au-delà de l'intersection avec la rue Fraser. Elle se termine à l'ouest à la jonction avec le boulevard Guillaume-Couture.
Son parcours épouse la forme des anses qu'elle rencontre. Le Parcours des Anses (Route Verte 1) est une piste cyclable longeant la rue et dont le nom fait d'ailleurs écho à cette particularité. La rue donne accès à plusieurs installations portuaires comme le quai Paquet, la Maison natale Louis-Fréchette et le terminal maritime de la raffinerie Jean-Gaulin. Elle est toutefois isolée du reste de la ville, se trouvant en contrebas du promontoire de Lévis. Parmi les quelques rues auxquelles elle est reliée, on retrouve la côte Rochette et les rues Louis-Fréchette et Hallé.

## Origine du nom
Elle doit son nom au fait qu'elle longe le fleuve Saint-Laurent. 

## Historique
Elle est ouverte en partie vers 1655 en tant que chemin rudimentaire sur la grève.
Elle a porté les noms de « chemin d'en Bas » (1790), « chemin de Grève » (1866) et de « rue Commerciale » (1840).
Son nom actuel lui est attribué en partie le 14 avril 1902, puis en totalité le 20 février 1989. Le nom de « chemin Saint-Laurent » est toutefois utilisé dès le Régime français. L'odonyme est officialisé par la Commission de toponymie le 7 novembre 1985.